# Radio 24
Pour les articles homonymes, voir Radio 24 (Suisse).

Logo

Radio 24 est la principale station de radio italienne privée d'information en continu. 

## Historique
Lancée en 1999, Radio 24 appartient au quotidien économique italien Il Sole 24 Ore.